# Examen de médula ósea
El examen de médula ósea es el análisis patológico de muestras de médula ósea obtenidas a partir de aspiración y de biopsia, conocida también como biopsia trefina. El examen de médula ósea es utilizado para el diagnóstico de numerosas enfermedades, entre las principales están: leucemia, mieloma múltiple, linfoma, anemia y pancitopenia. La médula ósea produce los elementos celulares de la sangre incluyendo: plaquetas, eritrocitos y leucocitos. Mucha información de la sangre puede ser obtenida por exámenes de rutina, como química sanguínea, citometría hemática y gasometría que son obtenidas a partir de una vena por flebotomía. Sin embargo, para conocer el origen de las enfermedades algunas veces es necesario examinar la fuente de células sanguíneas, la médula ósea y los procesos de hematopoyesis (formación de células sanguíneas).
En la aspiración no siempre son visibles todas las células sanguíneas, en algunas situaciones como en el linfoma las células se aglutinan dentro de las trabéculas del hueso y no en sinusoides, por lo que no son recogidas ni visibles en el análisis de médula ósea.

## Componentes del procedimiento

Sección de una biopsia de médula ósea tal como se ve al microscopio (teñida con hematoxilina-eosina).

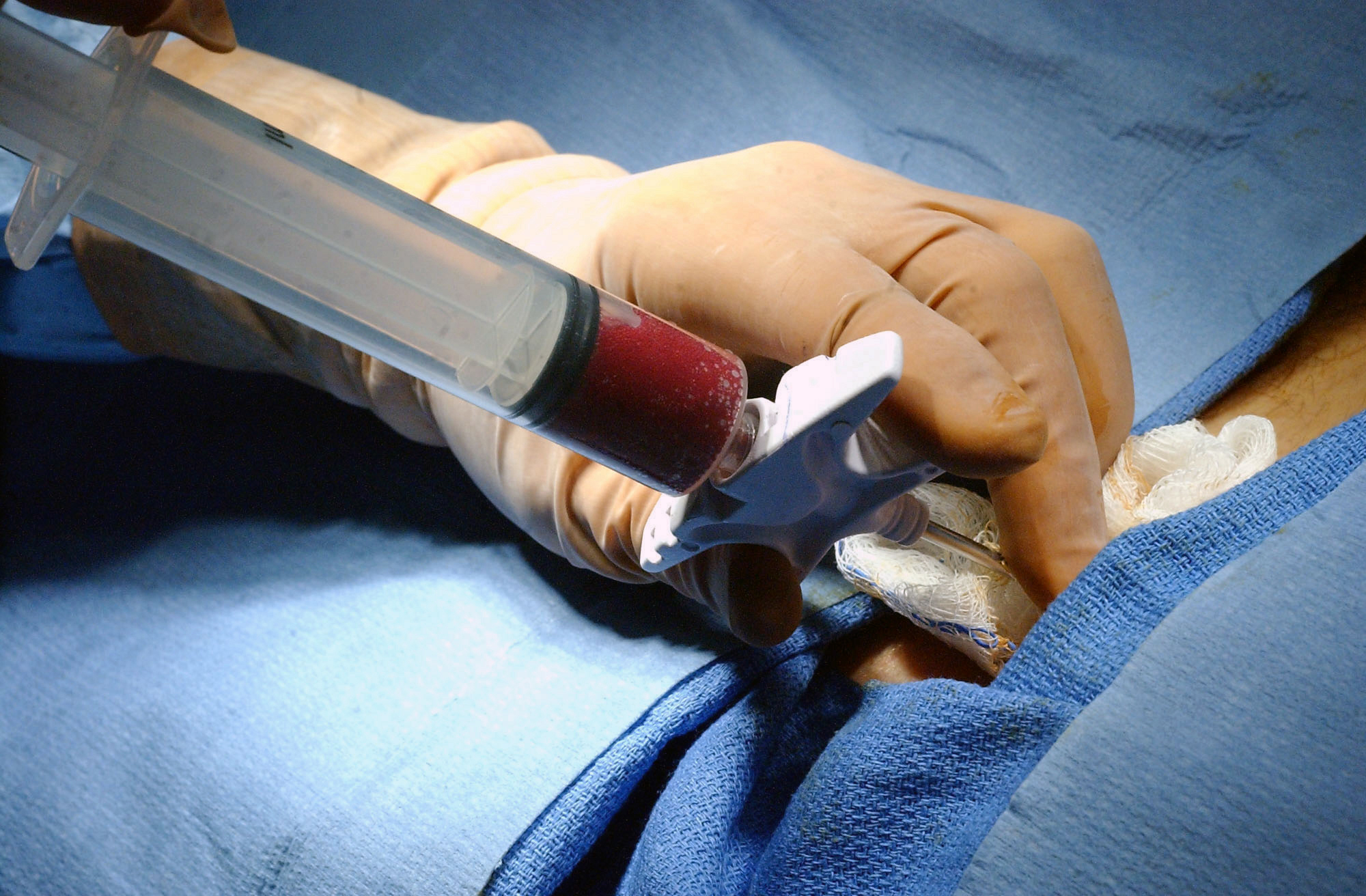
Aspirado de médula ósea.

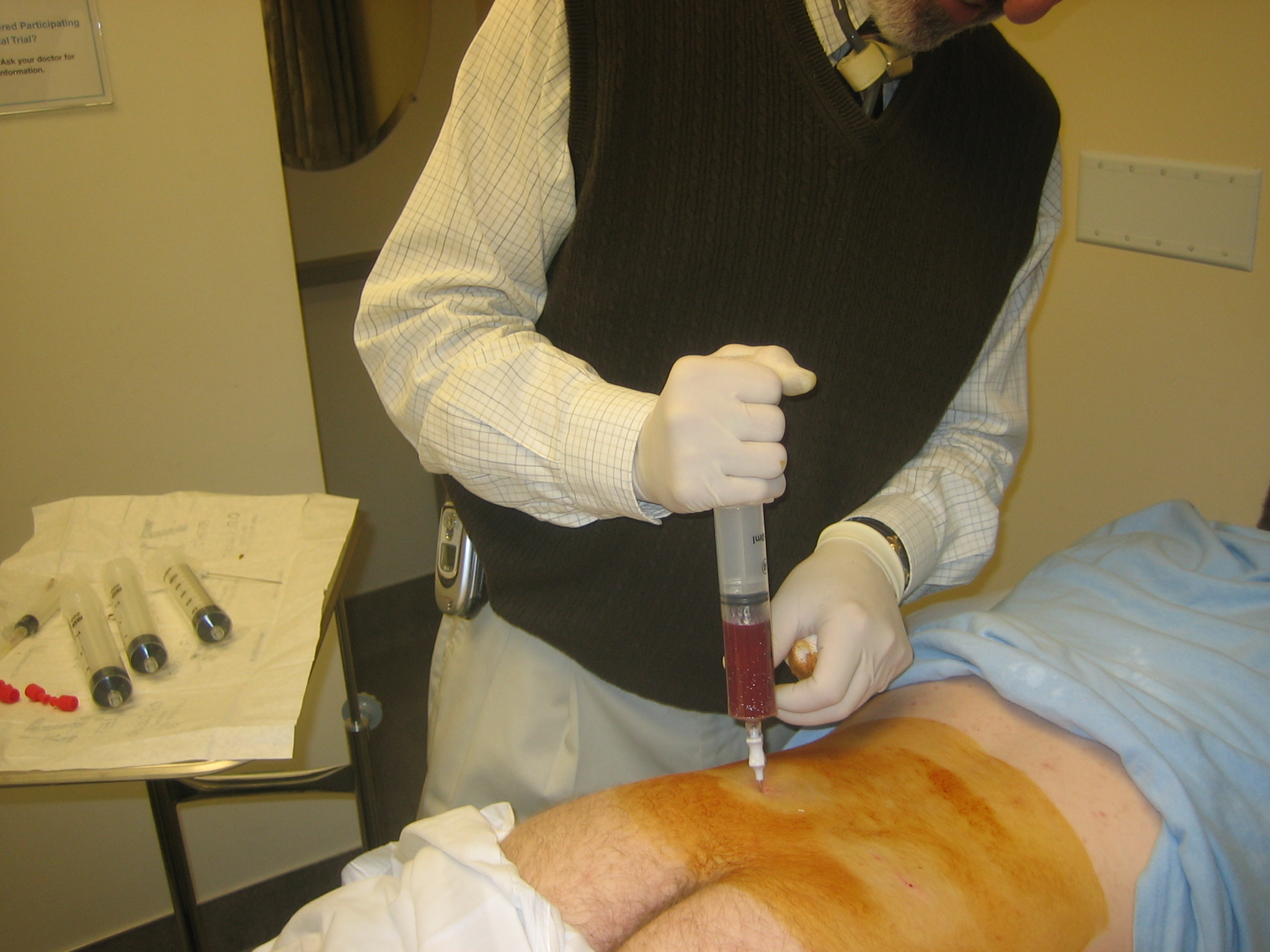
Voluntario donando médula ósea.

Las muestras de médula ósea pueden ser obtenidas por aspiración y/o biopsia de trefina. La muestra obtenida a través del método de aspiración es semilíquida, la cual puede ser examinada por un patólogo bajo un microscopio de luz y analizado por citometría de flujo, citogenética, análisis de cromosomas, reacción cadena de la polimerasa (PCR). Por el contrario, una muestra de biopsia por trefina se obtiene en estado sólido, una porción entre 1-2 mm es suficiente para ser examinada procedimiento de inmunohistoquímica, de esta manera se vigilan procesos celulares y de infiltrado. Una aspiración hecha con aguja de 20 mL obtiene 300 μL. Un volumen mayor a esta cantidad no es conveniente, ya que la muestra puede ser invadida por sangre circundante y alterar resultados.

## Sitio del procedimiento
La aspiración de médula ósea y la biopsia trefina son generalmente llevadas a cabo en la parte posterior de la cresta iliaca. Sin embargo, una aspiración también puede ser obtenida por el esternón. Una biopsia trefina nunca debe de llevarse a cabo en el esternón, debido al riesgo de lastimar vasos sanguíneos, pulmones o corazón. En neonatos se realizan ambos exámenes en la tibia.

## Procedimiento para obtención de la muestra

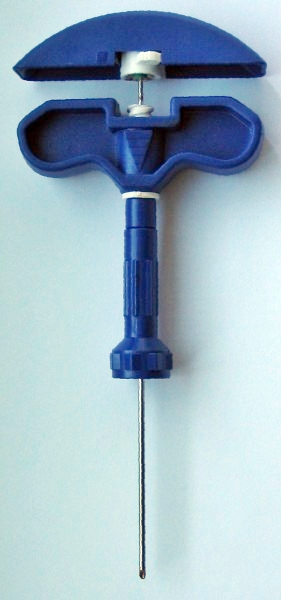
Una aguja usada para aspiración de médula ósea, con fiador (estilete) removible.

Si se llegaran a requerir ambos exámenes. El proceso de aspiración se realiza primero. Un aguja de aspirado se inserta a través de la piel por presión manual hasta llegar al hueso. Luego, la aguja se hace avanzar a través del periostio (la capa externa dura del hueso) pasando a la cavidad medular. Una vez que la aguja está en la médula aspira, pudiendo obtener médula ósea líquida. Se requiere cierta precisión en los movimientos del médico al momento de practicar el procedimiento, esto para evitar un exceso de contenido de Algunos movimientos y maniobras se realizan durante la aspiración para evitar un exceso de contenido de sangre en la muestra, lo que podría ser el caso si se toma una muestra excesivamente grande de sólo una área de la médula.
Posteriormente, la biopsia de médula es llevada a cabo si se requiere. Se utiliza una aguja más grande, se inserta y se ancla en la corteza ósea. La aguja se introduce entonces con un movimiento giratorio y se rota para obtener una pieza sólida de médula ósea. Esta pieza se retira del paciente junto con la aguja. La duración del procedimiento puede ser de 10 a 15 minutos; posterior a la preparación. Si se toman varias muestras, se retira la aguja del hueso entre las muestras para evitar la coagulación de la sangre.
Al finalizar la toma de muestras, se aplica presión en el sitio de lesión y vendaje.
En 2010, sale a la venta una nueva maquinaria cuyo procedimiento reemplaza a la forma manual anterior. Antes, las agujas eran forzadas a través del hueso de forma manual, lo que requería considerable fuerza y esfuerzo por la persona que realiza el procedimiento.Esta máquina realiza este procedimiento de manera automática, aun así se requiere la supervisión de personal calificado.

## Después del procedimiento
Después de que el procedimiento se haya completado, se le pide normalmente al paciente que se recueste por un período de 5 a 10 minutos para proveer presión sobre el sitio de procedimiento. Después de eso, si no hay hemorragia, el paciente puede levantarse y volver a sus actividades cotidianas. El paracetamol u otros analgésicos simples pueden ser administrados al paciente para aliviar el dolor, el cual es común por 2 o 3 días después del procedimiento. Cualquier agravamiento del dolor, coloración rojiza, fiebre, hemorragia o hinchazón puede sugerir una complicación. Se aconseja a los pacientes evitar lavar la zona del procedimiento por lo menos 24 horas después de que el examen haya sido realizado.

## Contraindicaciones
Hay pocas contraindicaciones para el examen de médula ósea. La única razón absoluta para no realizar un examen de médula ósea es la presencia de hemorragias severas, ya que podrían ocurrir hemorragias después del procedimiento. Si hay piel o algún tipo de tejido infectado sobre la cadera, se debe escoger otro sitio para el examen. La aspiración de médula ósea y la biopsia pueden ser llevadas a cabo sin riesgo incluso en la zona de extrema trombocitopenia (conteo bajo de trombocitos).

## Complicaciones
Después del examen de médula ósea es común un dolor , tal dolor puede durar de 12 a 24 horas. Las complicaciones médicas en este examen son realmente raras. De un estimado de 55,000 exámenes de médula ósea realizados, se observaron 26 eventos adversos severos (0.05%), incluyendo uno fatal. El mismo autor obtuvo datos de alrededor de 19,000 exámenes de médula ósea llevados a cabo en Reino Unido en 2003, y encontró 16 eventos adversos (0.08% del total), de éstos el más común fue hemorragia. En dicho reporte, las complicaciones, aunque raras, fueron severas en casos individuales.